# Pulau Panggung (Pulau Panggung)
Pulau Panggung is een bestuurslaag in het regentschap Tanggamus van de provincie Lampung, Indonesië. Pulau Panggung telt 2469 inwoners (volkstelling 2010).